# Fort King George Historic Site
Die Fort King George Historic Site ist eine historische Stätte an der Stelle eines ehemaligen britischen Grenzforts im McIntosh County im US-Bundesstaat Georgia. Sie liegt etwa drei Kilometer östlich von Darien an der Mündung des Altamaha River. Die etwa neun Hektar große Anlage wird von der Abteilung State Parks & Historic Sites des  Georgia Department of Natural Resources verwaltet. 
Das Fort war zum Zeitpunkt seiner Errichtung die südlichste Festung der britischen Kolonien in Nordamerika und die erste britische Festung an der Küste Georgias. Obwohl es nur sechs Jahre lang bis 1727 besetzt war, spielte das Fort eine wichtige Rolle in der Besiedlung von Georgia. 

## Geschichte

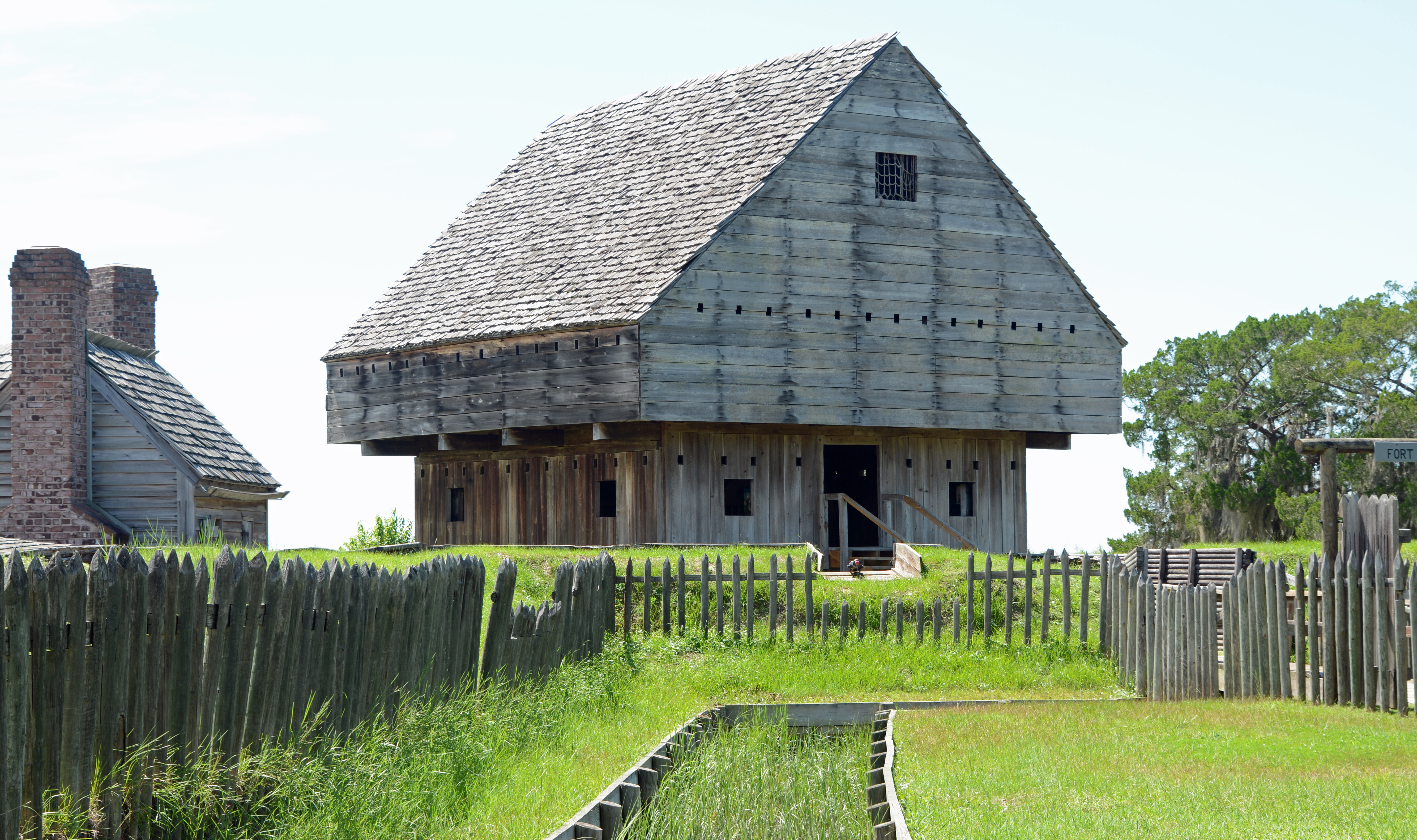
Frontfassade des nachgebauten Fort

Im Sommer 1719 forderten Kolonisten aus Carolina mehr militärischen Schutz der Südgrenze, da sie spanische und französische Angriffe und Indianerüberfälle befürchteten. Die Verwaltung von Carolina entsandte 1720 den Milizoffizier Oberst John Barnwell an die Grenze. Barnwell forderte zum Bau eines Grenzforts an der strategisch wichtigen Mündung des Altamaha Rivers Truppen aus Großbritannien an, worauf eine etwa 100 Mann starke Invalidenkompanie, His Majesty’s Independent Company of South Carolina, von London nach Charleston gesandt wurde. Da die Truppe während der Überfahrt an Skorbut erkrankte, musste Barnwell mit einer kleinen Gruppe von Pfadfindern das geplante Fort errichten. Allen Schwierigkeiten zum Trotz war Ende 1721 ein von Erdwällen umgebenes Blockhaus fertiggestellt, das nach König Georg I. Fort King George genannt und im Frühjahr 1722 von der wieder genesenen Independent Company bezogen wurde. Bis Ende 1722 wurden weitere Gebäude errichtet und das Fort  mit einem Palisadenzaun und zwei Bastionen weiter befestigt. Barnwell organisierte für die Soldaten Vieh, Geräte und Saatgut, damit sie sich selbst versorgen konnten und das Fort so eine dauerhafte Siedlung würde, um die Südgrenze der britischen Kolonien weiter nach Süden zu verschieben. Das Gebiet wurde jedoch auch von spanischen Franziskanern beansprucht, die bereits um 1595 an der Mündung des Altamaha River die Missionsstation Santo Domingo de Talaje gegründet hatten, die sie jedoch 1661 wieder aufgeben mussten. Die Spanier forderten die Räumung der Festung, beließen es aber bei offiziellen Protesten. 1725 kam es im Fort aus ungeklärter Ursache zu einem Brand, so dass das Fort 1726 wieder aufgebaut werden musste. Aufgrund der ungünstigen Lage des Forts in einer sumpfigen Umgebung starben zahlreiche Soldaten der Garnison an Malaria, Diarrhöe oder anderen Krankheiten, so dass an eine Selbstversorgung oder einen Ausbau der Festung nicht zu denken war und die Besatzung 1727 abgezogen wurde. 
Nicht lange nach Abzug der Garnison planten die Briten eine neue Strategie. Unter Führung von General James Oglethorpe siedelten 1736 schottische Siedler aus den Highlands anstelle der invaliden Soldaten an der Stelle des verlassenen Forts. Da die Siedler ihre Familien mitbrachten, unternahmen sie größere Anstrengungen, in der Region zu siedeln. Aus der Ansiedlung entstand das heutige Darien, das damit nach Savannah die zweitälteste Stadt Georgias ist. 
Anhand historischer Karten wurde der Originalstandort des Forts 1932 wiederentdeckt. 1940 erwarb der Staat das knapp fünf Hektar große Gelände und errichtete den Fort King George State Park. 1961 übernahm die Georgia Historical Commission die Verwaltung des Geländes, das in Fort King George Historic Site umbenannt wurde. 1967 erfolgte eine gründliche archäologische Untersuchung des Geländes. Es wurden zahlreiche Gräber und andere Artefakte gefunden, jedoch keine Nachweise von dem Blockhaus, was die Aussagen bestätigt, dass das Gebäude von den Briten abgebrochen und an anderer Stelle erneut verwendet wurde. 1970 wurde ein kleines Museum auf dem Gelände errichtet, welches am 9. Dezember 1971 als historische Stätte in das National Register of Historic Places eingetragen wurde. Ab 1988 wurde das Fort nach den alten Bauplänen und mit authentischen Materialien rekonstruiert, die Rekonstruktion war 2004 abgeschlossen. Durch Spendengelder konnte 2002 angrenzendes Gelände angekauft werden und die State Historic Site auf fast neun Hektar erweitert werden. 

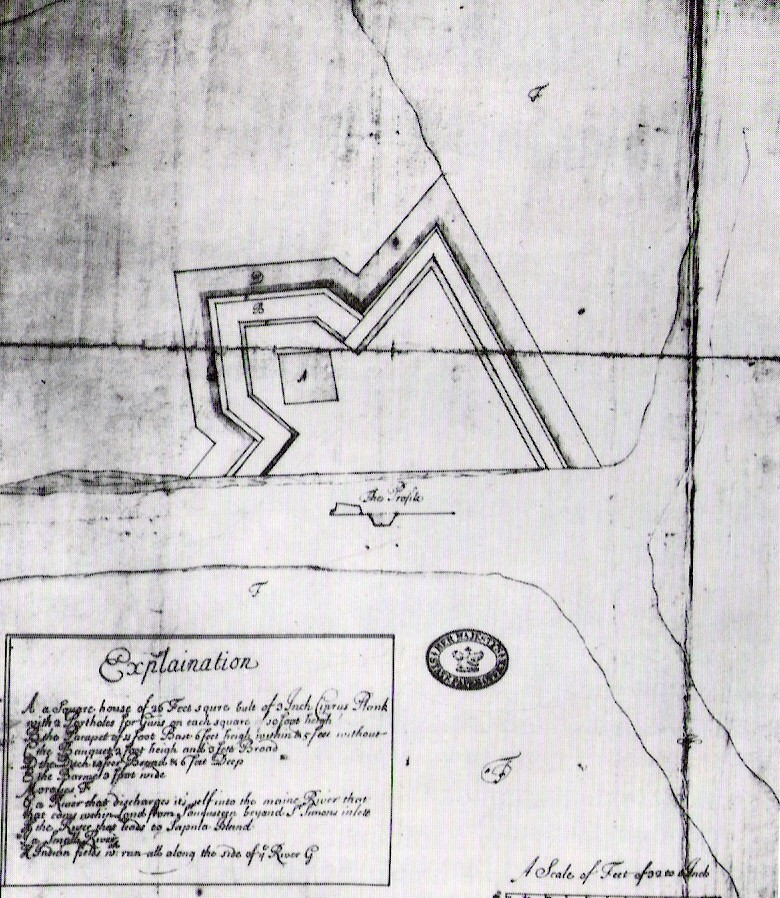
Barnwells Plan des Forts von 1722

## Anlage
Das Fort liegt auf einer Anhöhe am Nordufer des Altamaha River, die schon vor über 10.000 Jahren von Indianern und im 17. Jahrhundert von spanischen Missionaren besiedelt war. Das rekonstruierte britische Fort ist eine dreieckige Anlage, die mit Erdwällen und Palisaden befestigt ist. Mittelpunkt der Anlage ist ein dreistöckiges, zwölf Meter hohes Blockhaus aus Zypressenholz, daneben befinden sich Offiziersquartiere, Wachhaus und andere Gebäude. Die Historic Site enthält ein Museum, dass neben der Geschichte des Forts auch die der Guale-Indianer, der spanischen Mission Santo Domingo de Talaje, der schottischen Siedler und der Sägewerke im 19. Jahrhundert zeigt. Westlich des Forts liegt der Friedhof des Forts mit Soldatengräbern, außerdem sind noch die Ruinen von drei Sägewerken sichtbar.